# Akutotachi wa senri o hashiru
Akutotachi wa senri o hashiru (悪党たちは千里を走る?), noto anche con il titolo internazionale How Bad Can We Get?, è una serie televisiva giapponese del 2016.

## Trama
Atsuro è un regista caduto in disgrazia dopo che il suo capo gli ha rubato le idee per una serie televisiva di successo, e in seguito l'ha denunciato; insieme a un collega, Yuto, decidono allora di rapire un cane appartenente ai facoltosi coniugi Shibui, aiutati anche da una misteriosa ragazza, Natsuko. La situazione si complica quando è il piccolo Riku, figlio della coppia, a chiedere volontariamente di essere rapito.

## Episodi
| Stagione       | Episodi | Prima TV Giappone | Prima TV Italia |
| -------------- | ------- | ----------------- | --------------- |
| Stagione unica | 10      | 2016              | inedita         |